# ميناء المكس الجديد
ميناء المكس الجديد أو الميناء الأوسط هو ميناء قيد الإنشاء يتوسط ميناء الإسكندرية وميناء الدخيلة في محافظة الإسكندرية، مصر. ميناء المكس سيشتمل على عدد 7 أرصفة بطول 3.5 كم واعماق تصل 18-20 متر وساحات تخزين تقدر بـ 3.5 كم2 وستصل تكلفته إلى 12 مليار جنيه.

## المشروع
المشروع يتضمن إجمالى مساحة 11 كيلو مترًا، موزعة بواقع 3.5 كيلو متر أرضى، ومساحة مائية مكتسبة تصل 7.5 كيلو متر مربع، بعد إنشاء حاجز أمواج في البحر المتوسط لعمل 3 ممرات لدخول السفن كما سيتم إنشاء أرصفة جديدة بميناء المكس على مساحة 3.5 كيلو متر طولى، بالإضافة إلى ساحات تخزينية بمساحة تصل إلى 3.5 مليون متر. عند الانتهاء من المشروع سيمنع تأخر السفن مما يتسبب في دفع غرامات تأخير.